# Lymphome de la zone marginale
Le lymphome de la zone marginale (MZL) est un lymphome non hodgkinien indolent (à évolution lente) caractérisé par la prolifération de lymphocytes B anormaux, dont l’accumulation provoque des tumeurs. 
Le lymphocyte concerné est un lymphocyte B à mémoire qui enregistre les propriétés d'un antigène auquel il a été confronté, afin de réagir plus rapidement et plus efficacement lors d'une seconde infection. Ces lymphocytes B à mémoire sont stockés dans une zone des ganglions que l’on appelle la « zone marginale », d’où le nom de ces maladies.
On en distingue trois types distincts.

## Lymphome du MALT
Le lymphome du MALT est un cancer du tissu lymphoïde associé aux muqueuses. Il représente 50 à 70 % des lymphomes de la zone marginale et 7 à 8 % des lymphomes non hodgkiniens. Il est généralement indolent mais quelques cas peuvent s'avérer agressifs.
Contrairement à la plupart des lymphomes non hodgkiniens, ce lymphome cible généralement d'autres organes que les ganglions lymphatiques. Le plus fréquent est le lymphome du MALT gastrique, qui affecte l’estomac. Mais la maladie peut aussi toucher les poumons, la peau, les tissus autour de l’œil… Il s’agit de formes généralement localisées (stade IE de la classification de Ann-Arbor). Lorsque plusieurs organes sont impliqués (25 % des cas), on parle de lymphome du MALT disséminé. 
Ce lymphome est souvent associé à une stimulation antigénique chronique (maladie auto-immune ou infection chronique) : 
- thyroïdite de Hashimoto et lymphome du MALT de la thyroïde ;
- sialadénite myoépithéliale avec ou sans syndrome de Sjögren et lymphome du MALT des glandes salivaires ;
- pneumopathie interstitielle lymphoïde et lymphome du MALT pulmonaire ;
- infection à Helicobacter pylori ou Helicobacter heilmannii et lymphome du MALT gastrique ;
- infection à Borrelia burgdorferi et lymphome du MALT cutané ;
- infection à Campylobacter jejuni et maladie des chaines lourdes alpha ;
- infection à Chlamydia psittaci et lymphome du MALT conjonctival ;
- hépatite C et lymphome du MALT de diverses localisations.

La rémission du lymphome peut être obtenue par l'arrêt de cette stimulation au moyen d'un traitement antibiotique ou antiviral.
D'un point de vue génétique, on observe une activation constitutionnelle du NF-kB.

## Lymphome splénique
Le lymphome splénique (SMZL) est un lymphome de la zone marginale dans lequel les lymphocytes anormaux s’accumulent principalement dans la rate, mais aussi dans le sang et la moelle osseuse. Lorsqu'un lymphome splénique s’accompagne d’une atteinte ganglionnaire à distance, on parle de SMZL disséminé. 

## Lymphome ganglionnaire de la zone marginale
Le lymphome ganglionnaire de la zone marginale (NMZL) atteint principalement les ganglions lymphatiques. Ce lymphome représente environ 10 % des lymphomes de la zone marginale et moins de 2 % des non hodgkiniens.